# Pterocheilus tenebricosus
Pterocheilus tenebricosus är en stekelart som beskrevs av Gusenleitner 1998. Pterocheilus tenebricosus ingår i släktet palpgetingar, och familjen Eumenidae. Inga underarter finns listade i Catalogue of Life.